# 에드워드 1세
에드워드 1세(영어: Edward I, 1239년 6월 17일 ~ 1307년 7월 7일, 재위 1272년 11월 16일 ~ 1307년 7월 7일)는 플랜태저넷 왕가의 잉글랜드 왕으로 키가 188 cm여서 ‘다리 긴 왕(Longshanks)’으로 알려져 있다. 생애 동안 웨일스와 스코틀랜드를 정복해 다스렸다.
헨리 3세의 장자로, 노르만 정복 이래 잉글랜드 최초의 국민적인 왕이라 불린다. 왕세자 시절에 가스코뉴와 아일랜드의 영주로서 활약했으며, 1258년∼1265년의 내란에는 부왕을 도왔다. 1265년 시몽 드 몽포르를 격파하는 데에 공을 세우고 1271년 십자군에 참가, 부왕의 사후 원정 중에 왕으로 선출되어, 1274년에 귀국하여 대관하였다.
아버지 헨리 3세 때부터 있어 온 외국인의 간섭에서 벗어나기 위한 정책을 썼다. 법과 제도를 정비하고 토지 등 부동산의 양도 및 상속에 관한 중요한 법률을 만들어 '잉글랜드의 유스티니아누스'라 불리었다. 재판 행정 제도를 확립하고 일련의 제정법을 발포, 봉건사회의 질서 유지에 노력하였다. 또 산업에 주력하고 1285년 상인법을 발령, 양모와 가스코뉴의 술 생산을 장려하였다.
그는 프랑스 왕에게 신종하여 대륙에 있어서 나바라, 카스티야의 왕위계승문제, 아라곤의 국왕 페로 3세와 교황·프랑스 왕 필리프 4세와의 조정(1291)에 활약이 컸다. 1295년 성직자와 귀족, 각주에서 2명의 기사 및 도시의 대표를 모아 '모범 의회'를 열어 잉글랜드 의회의 기초를 쌓았다. 말년에 프랑스의 필리프 4세의 가스코뉴, 플랑드르 공격을 받아 1303년 파리 협정에서 타협을 보았다. 그러나 또 스코틀랜드의 반란으로 인한 막대한 전비 조달 때문에 국내의 반란을 유발하였다.
그는 1307년 그가 정복하였던 스코틀랜드가 로버트 1세를 중심으로 독립하자 이를 정벌하기 위하여 병력을 이끌고 진군하던 도중 그해 7월 7일 칼라일 근방에서 장남 웨일스 공 에드워드를 불러 “나를 화장하여 뼈를 가죽 부대에 넣어 군사들과 함께 진군하라. 그리고 스코틀랜드를 완전히 장악했을 때 묻어 달라”라는 유언을 남기고는 사망하였다.

## 참고 자료
- 이 문서에는 다음커뮤니케이션(현 카카오)에서 GFDL 또는 CC-SA 라이선스로 배포한 글로벌 세계대백과사전의 내용을 기초로 작성된 글이 포함되어 있습니다.